# Semiosoma bordei
Semiosoma bordei är en mångfotingart som beskrevs av Ribaut 1913. Semiosoma bordei ingår i släktet Semiosoma och familjen knöldubbelfotingar. Inga underarter finns listade i Catalogue of Life.